# George Washington Cable
George Washington Cable (12 octobre 1844 – 31 janvier 1925) est un romancier américain, remarquable pour le réalisme avec lequel il a décrit la vie créole dans sa Louisiane natale. On a dit que ses créations annoncent celles de William Faulkner.

## Biographie
Cable naquit à La Nouvelle-Orléans, en Louisiane. Pendant la Guerre de Sécession il servit dans l'Armée confédérée. À la fin de la guerre, en 1865, il entra dans le journalisme, écrivant pour le New Orleans Picayune, où il devait rester jusqu'en 1879. À cette époque, il était un auteur bien établi. Ses écrits reflètent sa sympathie pour les droits civils et son opposition au racisme violent de son temps, ce qui lui valut l'hostilité d'un grand nombre de Blancs du Sud. En 1884, Cable s'installa dans le Massachusetts. Il devint l'ami de Mark Twain et les deux auteurs firent ensemble des tournées de conférences.
Il mourut à Saint-Pétersbourg en Floride.

## Citation
"L'auteur de ces lignes a eu le privilège de s'attarder dans ce quartier ancien de Nouvelle-Orléans en compagnie du génie littéraire le plus parfait qu'ait produit le Sud, l'auteur de The Grandissimes. C'est en lui que le Sud a trouvé celui qui a le mieux décrit sa vie intérieure et son histoire. En vérité, l'expérience me montre que dans ses livres l'œil neuf et l'esprit sans prévention peuvent scruter ce pays, apprendre à le connaître et le juger avec plus de clarté et de profit que par un contact personnel avec lui.
En compagnie de M.. Cable qui vous le fait voir, vous le décrit et vous l'explique lumineusement, c'est un plaisir incomparable que de flâner à travers le vieux quartier. Et vous avez un sentiment vivant comme de choses maintenant invisibles ou à peine perceptibles – de choses vivantes mais encore troubles et obscures ; vous entrevoyez des traits saillants mais vous perdez la netteté des ombres ou vous les saisissez de façon imparfaite à travers ce que voit votre imagination : à peu près, si vous voulez, comme si un étranger myope ignorant le pays passait au bord des Alpes, aux horizons larges et vagues, en compagnie d'un homme du pays, inspiré, éclairé et sachant voir loin. » Extrait de Life on the Mississippi de Mark Twain.

## Œuvres
- Dr. Sevier. Garrett Press, New York 1970 (Repr. d. Ausg. Boston 1885).
- The Grandissimes: A Story of Creole Life. Kessinger Publishing's Rare Reprints, 2005 (initialement publiée en 1880).
- John March, Southerner. Mnemosyne Publications, Miami, FL 1969 (Réimpression de l'édition de New-York de 1894).
- Madame Delphine. Roman
- The Negro question. A selection of writings on civil rights in the south. Doubleday, New York 1958.
- The silent south. Patterson Smith, New York 1969,  (ISBN 0-87585-057-X).
- Strange true stories of Louisiana. Echo Library, New York 2007,  (ISBN 978-1-406-84145-9).
- Old creole days".
- En 1880, le United States Census Bureau a chargé Cable d'écrire une « esquisse historique » de La Nouvelle-Orléans d'avant la guerre civile pour une section spéciale des Social statistics of cities du 10th United States census. Par la suite son travail a été révisé sous le titre  Creoles of Louisiana. En 2008 il a été publié sous le titre de The New Orleans of George Washington Cable. Cette édition, la plus récente, comprend l'ensemble des notes de bas de page de Cable et des recherches qui avaient été omises par les éditeurs lors de la publication originale.

## Référence de traduction
- (en) Cet article est partiellement ou en totalité issu de l’article de Wikipédia en anglais intitulé « George Washington Cable » (voir la liste des auteurs).